# Капеланство в охороні здоров'я
Капеланство в охороні здоров'я (англ. Health Care Chaplaincy) — вид душпастирської діяльності, що здійснюється спеціально підготовленими релігійними працівниками (капеланами) у сфері охорони здоров'я.

## Основні визначення
Душпастирська (духовна) опіка у сфері охорони здоров'я (англ. Pastoral (Spiritual) Care in Health Care) — діяльність в закладах охорони здоров'я, спрямована на забезпечення релігійних потреб і духовної підтримки пацієнтів, їх сімей, а також працівників закладів охорони здоров'я. Душпастирська опіка у сфері охорони здоров'я здійснюється капеланами в охороні здоров'я. Обов'язки щодо допомоги капеланам у здійсненні душпастирської опіки в закладах охорони здоров'я покладено на помічників капелана.
Капелан в охороні здоров'я (англ. Health Care Chaplain) — священнослужитель або інший працівник релігійної організації (в тому числі який не має духовного сану), уповноважений виконувати обов'язки щодо здійснення душпастирської опіки в закладах охорони здоров'я. Капелани можуть здійснювати душпастирську діяльність у закладах охорони здоров'я як штатні працівники (з повною або неповною зайнятістю) або на волонтерських чи громадських засадах. Релігійного працівника з такою кваліфікацією донедавна називали лікарняним (госпітальним) капеланом (англ. Hospital Chaplain) або лікарняним священником (душпастирем) (англ. Hospital Priest (Pastor)). Трансформація назви відбулася у зв'язку з поширенням капеланського служіння на інші типи закладів охорони здоров'я. В західних країнах такого фахівця також називають спеціалістом з душпастирської (духовної) опіки (англ. Pastoral (Spiritual) Care Specialist). Релігійні працівники з кваліфікацією капелана в охороні здоров'я можуть здійснювати душпастирське служіння й у закладах соціального захисту.
Капеланська служба у закладі охорони здоров'я — група капеланів релігійних організацій, які здійснюють душпастирську опіку у закладі охорони здоров'я. Формується з представників різних релігійних конфесій. До складу капеланської служби входять й помічники капелана. В західних країнах цей підрозділ також може називатися службою душпастирської (духовної) опіки (англ. Pastoral (Spiritual) Care Services Department). Відповідальність за здійснення організації та координації діяльності капеланів, які входять до складу капеланської служби, покладається на старшого капелана.

## Історія становлення
Історія служіння священників (капеланів) при лікарнях сягає кількох століть. Разом з тим, професійне капеланство почало розвиватися близько ста років тому. Одним з «батьків» професійного лікарняного капеланства вважається служитель Конгрегаціоналістської церкви США преподобний Антон Теофілус Бойзен. У 1920 р. він пережив психічний зрив і, будучи пацієнтом психіатричної лікарні м. Вустер (штат Массачусетс), відкрив для себе, що засоби духовної допомоги, яку йому надавали його друзі ‒ священнослужителі, виявилися малоефективними, абстрактними й відірваними від практики. Під час одного з епізодів марення Бойзен побачив у видінні, як він «пробив отвір у стіні, що стояла між релігією та медициною». Цю галюцинацію він зрозумів як «план співпраці між медичними та релігійними працівниками», що підштовхнуло його пройти навчальний курс у доктора Ричарда Кларка Кабота ‒ відомого лікаря-педагога, який використовував метод прикладного навчання студентів та розвивав комплексний підхід до лікування пацієнтів, що враховує як фізичні, так і соціальні, економічні, сімейні, психологічні аспекти здоров'я. Навчання тривало протягом 1922−1923 рр., після чого Бойзен два роки служив капеланом Вустерської психіатричної лікарні, на базі якої у 1925 р. ним було запроваджено першу програму з клінічної душпастирської освіти (КДО). Мета навчання полягала у тому, щоб дати студентам-богословам «клінічний досвід», вивести їх з навчальних класів до лікарняних палат, щоб практикувати богослов'я там, де воно найбільш необхідне − в особистому контакті з людьми, які опинилися у кризовій ситуації. Бойзен назвав цей підхід вивченням «живих людських документів».
У 1930 р. була заснована Рада з клінічної підготовки студентів-богословів (РКПБ). У 1930−1940-і рр. відбувся активний розвиток КДО. Бойзен та його однодумці намагалися «стимулювати душпастирів досліджувати свій внутрішній світ, щоб стати більш чутливими супутниками боротьби інших людей з життєвими проблемами». Вони намагалися поєднати «зовнішній та внутрішній світ учнів, пізнавальний з емоційним, теорію з практикою, теологію з психологією».
В 1939 р. у Каліфорнії була заснована Асоціація капеланів в охороні здоров'я. Християнські деномінації та семінарії все більше визнавали КДО як необхідну частину підготовки священнослужителів. У 1967 р. була створена Асоціація клінічної душпастирської освіти (АКДО), що об'єднала кілька сотень супервізорів та понад 500 центрів КДО, що діяли при закладах охорони здоров'я. АКДО розробила стандарти для забезпечення якості навчальних програм з КДО, сертифікації капеланів-супервізорів та акредитації центрів КДО. На сьогодні священнослужителі, які пройшли навчання з КДО, служать у закладах охорони здоров'я по всій території США, Канади й Австралії.
В 1960-х рр. рух КДО почав розвиватися також у країнах Європи, де відбулося поєднання американських, британських та німецьких моделей душпастирської опіки і консультування (ДОК). Генезис же цих процесів розпочався ще з часів Другої світової війни у Великій Британії, завдяки співпраці психотерапевтів та духовенства. Провідними фігурами у цьому були священник методистської церкви Леслі Вайтгед та англіканський богослов і психіатр Франк Лейк, які вважаються засновниками клінічного богослов'я. В 1972 р. у м. Арнольдштайн (Німеччина) відбулася перша в Європі конференція «Клінічна душпастирська освіта для душпастирської опіки і консультування», яка зібрала представників Голландії, Німеччини, Норвегії, Швеції, Швейцарії, Великої Британії та США. У 1975 р. був заснований Міжнародний рух ДОК, в рамках якого почали проводитися щорічні конференції, спрямовані на обмін досвідом, налагодження контактів та підтримку національних рухів КДО і ДОК.
У 1990 р. в м. Берліні було засновано Європейську мережу капеланів в охороні здоров'я (ЄМКОЗ), що є міжконфесійною організацією, яка об'єднує капеланів з різних країн, які здійснюють душпастирську опіку у закладах охорони здоров'я. В 2002 р. у м. Турку (Фінляндія) пройшла Сьома Нарада ЄМКОЗ, на якій було прийнято Засади капеланства в охороні здоров'я. Учасником цієї Наради з боку України був капелан Шпиталю ім. Митрополита Андрея Шептицького священник УГКЦ Андрій Нагірняк. На даний час представником України в ЄМКОЗ є священник УГКЦ Володимир Люпак.
Однією з сучасних тенденцій розвитку капеланства в охороні здоров'я є проведення наукових досліджень та накопичення доказової бази щодо ефективності душпастирської опіки та її позитивного впливу на процес одужання пацієнтів. Авторитетними науковими журналами з питань капеланства в охороні здоров'я є: Journal of Health Care Chaplaincy та Journal of Religion and Health (США), Health and Social Care Chaplaincy (Велика Британія).

## Впровадження в Україні
Україна має власну історію служіння священників у лікарнях та госпіталях, починаючи з часів Київської Русі і завершуючи першою половиною XX ст., коли інститут лікарняного духовенства був ліквідований більшовицько-радянським режимом. Відродження вітчизняного капеланства розпочалося з набуттям Україною незалежності, а саме після надання права кожному пацієнту, який перебуває на стаціонарному лікуванні в закладі охорони здоров'я, на допуск до нього священнослужителя для відправлення богослужіння та релігійного обряду, що законодавчо закріплено у Цивільному кодексі України (ч. 2 ст. 287) та Основах законодавства України про охорону здоров'я (п. «к» ч. 1 ст. 6). Крім того, Законом України «Про свободу совісті та релігійні організації» (ст. 21) передбачено, що «Богослужіння та релігійні обряди в лікарнях, госпіталях, будинках для престарілих та інвалідів, …проводяться на прохання громадян, які перебувають в них, або за ініціативою релігійних організацій. Адміністрація зазначених установ сприяє цьому, бере участь у визначенні часу та інших умов проведення богослужіння, обряду або церемонії». Однак при цьому, професійне капеланство в охороні здоров'я, на відміну від військового капеланства, на державному рівні досі не впроваджено. Заходи душпастирської опіки в закладах охорони здоров'я здійснюють, як правило, священнослужителі (священники, пастори, пресвітери) місцевих релігійних громад, а також їхні помічники (диякони, церковнослужителі, євангелісти, благовісники), які часто не мають спеціальної підготовки та виконують капеланські обов'язки на волонтерських засадах, за окремими виключеннями, коли їх приймають на роботу в лікарні на посади священнослужителів, що стало можливим після включення такої професії до Класифікатора професій України.
В 2016 р. у Верховній Раді України було зареєстровано законопроєкт щодо запровадження душпастирської опіки в сфері охорони здоров'я (№ 4987). Метою його прийняття було врегулювання організаційних й правових засад душпастирської опіки у системі охорони здоров'я. Досягнути цієї мети пропонувалося шляхом внесення доповнень до Основ законодавства України про охорону здоров'я, зокрема: введення терміну «душпастирська опіка», надання права закладам охорони здоров'я приймати капеланів на роботу, створення консультативно-дорадчого органу при МОЗ України (Душпастирської ради) для координації заходів душпастирської опіки тощо. Проте, за результатами голосування цей законопроєкт не було прийнято. На даний час триває процес розробки нового законопроєкту та пакету підзаконних актів щодо впровадження професії капелана у сфері охорони здоров'я, що здійснюється в рамках діяльності Робочої групи МОЗ України з питань впровадження капеланства у сфері охорони здоров'я, утвореної наказом МОЗ від 07.06.2019 № 1321. 

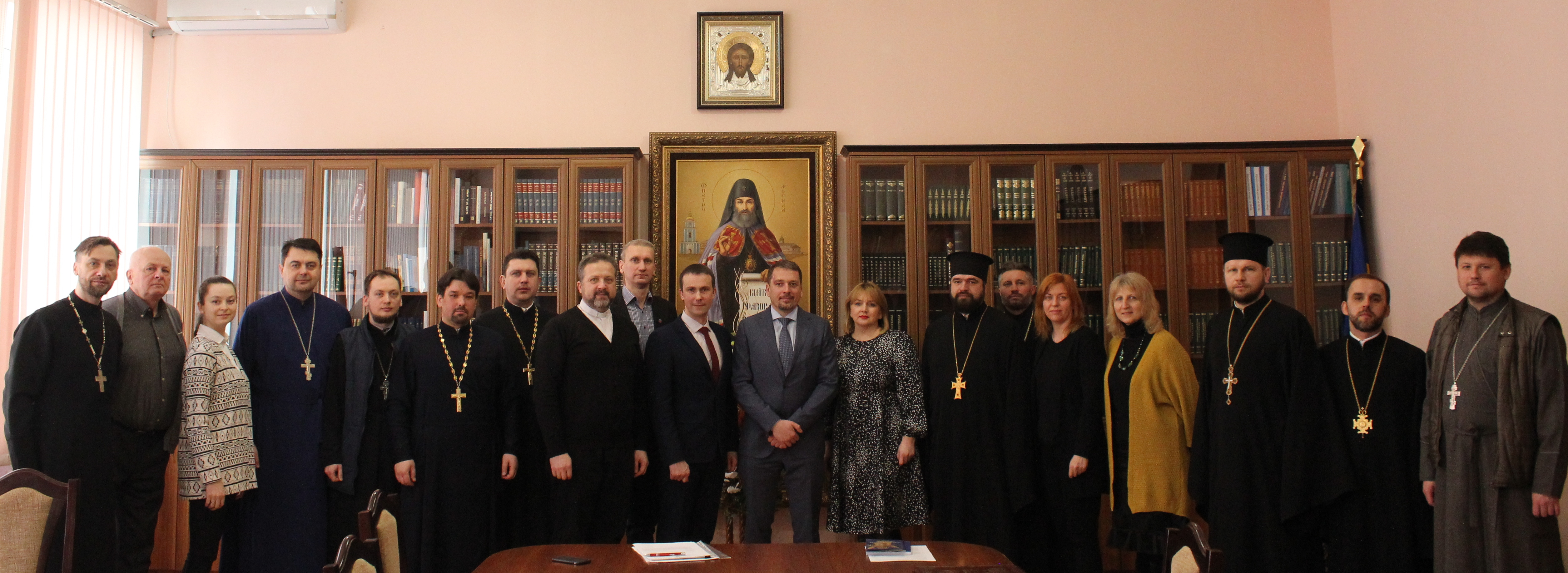
Виїзне засідання Робочої групи МОЗ України з питань впровадження капеланства у сфері охорони здоров'я, що відбулося у залі засідань вченої ради Київської православної богословської академії 25 лютого 2020 р.

Важливим кроком в напрямку впровадження капеланства та душпастирської опіки у сфері охорони здоров’я України стало введення у дію наказом Мінекономіки від 13.12.2019 № 677 Національного класифікатора НК 026:2019 «Класифікатор медичних інтервенцій» (КМІ), до якого входить підклас 1915 «Інші втручання з підтримки клієнтів», що, зокрема, включає такі втручання, як «Духовна підтримка» (код 96187-00) та «Духовний ритуал» (код 96240-00). КМІ складається зі списку втручань, які можуть проводитися пацієнту в лікарнях будь-якої форми власності та амбулаторних закладах . КМІ гармонізований з Австралійським класифікатором медичних інтервенцій, до якого входить підклас 1916 «Узагальнені суміжні медичні інтервенції», що, зокрема, включає таку суміжну медичну інтервенцію, як «Духовна турбота» (код 95550-12). Компетентними у здійсненні цього виду допомоги є саме капелани .
Паралельно з законодавчими ініціативами в останні роки в ряді релігійних організацій України почали створюватися окремі підрозділи, відповідальні за здійснення капеланського служіння у сфері охорони здоров'я, зокрема: Синодальне управління медичного капеланства Православної Церкви України, Комісія у справах душпастирства охорони здоров'я Української Греко-Католицької Церкви, Синодальний відділ з питань охорони здоров'я та пастирської опіки медичних закладів Української Православної Церкви (МП). В інших релігійних організаціях відповідальність за організацію та координацію капеланського служіння у сфері охорони здоров'я покладено на відділи соціального служіння або відділи здоров'я.

## Напрями та принципи діяльності
Капелан є членом мультидисциплінарної команди закладу охорони здоров'я. Його допомога особливо потрібна там, де психічне (психологічне) здоров'я пацієнта пов'язане з його релігійністю, або де психічне (психологічне) самопочуття пацієнта може поліпшити духовна опіка. На сьогоднішній день капелани служать у лікарнях, госпіталях, хоспісах, диспансерах, амбулаторіях, лікувально-діагностичних центрах, санаторіях, пологових будинках, центрах з профілактики та боротьби зі СНІДом, центрах духовної та соціально-психологічної підтримки і реабілітації, патронажних службах, психоневрологічних інтернатах, дитячих будинках-інтернатах, геріатричних пансіонатах, будинках-інтернатах для громадян похилого віку та інвалідів. Основними напрямами діяльності капеланів у закладах охорони здоров'я є: задоволення релігійних і духовних потреб пацієнтів, членів їх сімей та працівників закладу охорони здоров'я; забезпечення свободи совісті і віросповідання; надання консультацій керівництву закладу охорони здоров'я щодо релігійної ситуації в ньому; духовно-просвітницька робота. Капелани організовують та проводять молитви, богослужіння й інші релігійні обряди; ознайомлюють бажаючих з основами релігійного вчення; забезпечують вірян релігійною атрибутикою і духовною літературою; здійснюють індивідуальну душпастирську опіку над підопічними. При цьому, у питаннях організації душпастирської діяльності серед пацієнтів та працівників закладу охорони здоров'я кожен капелан узгоджує свою діяльність зі старшим капеланом в закладі охорони здоров'я, який, в свою чергу, узгоджує діяльність всієї капеланської служби з керівництвом закладу охорони здоров'я. У питаннях, що стосуються духовних і богослужбових практик, проповідництва, церковного права, відносин з іншими релігійними організаціями й інших аспектів релігійного життя, кожен капелан підпорядковується керівному органу своєї релігійної організації.
У своїй діяльності капелани керуються такими принципами, як: добровільність участі громадян у богослужіннях й інших релігійних обрядах; толерантне ставлення до віруючих і капеланів (священнослужителів) усіх конфесій; рівність представників всіх конфесій у можливостях задоволення релігійно-духовних потреб; неприпустимість дискримінації на расовому, мовному, релігійному чи будь-якому іншому ґрунті; невтручання органів влади у внутрішньо-релігійні справи тощо. Етичні принципи, яких мають дотримуватися капелани, містяться в етичних кодексах, що приймаються професійними капеланськими асоціаціями. На стадії розробки знаходиться Етичний кодекс капелана в охороні здоров'я України.

## Підготовка капеланів
Капелани до початку самостійної душпастирської діяльності повинні проходити богословську та клінічну підготовку. В подальшому капелани мають постійно підвищувати або підтверджувати свою кваліфікацію. Богословська підготовка капеланів проводиться у закладах вищої духовної освіти або закладах вищої освіти, в яких здійснюється підготовка бакалаврів та магістрів за спеціальністю «Богослов'я», в тому числі з капеланською спеціалізацією.
Клінічна підготовка капеланів є спеціалізованою післядипломною підготовкою, що здійснюється за ступеневою системою на наступних циклах (курсах) спеціалізації:
первинної спеціалізації:
- клінічна душпастирська освіта першого (базового) рівня (англ. Clinical Pastoral Education Level I / Basic Level) (обсяг програми — 1 навчальна одиниця або 400 год., тривалість навчання — близько 3 місяців);
- клінічна душпастирська освіта другого (поглибленого) рівня (англ. Clinical Pastoral Education Level II / Advanced Level) (обсяг програми — 3 навчальні одиниці або 1200 год., тривалість навчання — близько 9 місяців). В західних країнах ця підготовка здійснюється у формі інтернатури або резидентури.

вторинної спеціалізації:
- капеланський менеджмент в охороні здоров'я (англ. Health Care Chaplaincy Management) (тривалість навчання — близько 4 місяців);
- супервізія у клінічній душпастирській освіті (англ. Supervisory Clinical Pastoral Education) (тривалість навчання — від 1 до 3 років). В західних країнах ця підготовка здійснюється у формі резидентури.

Докладніше у статті «Клінічна душпастирська освіта»
Підготовка до підтвердження професійної компетентності капелана в рамках набутого рівня спеціалізації проходить на циклах стажування (тривалість навчання –1 місяць). Безперервний професійний розвиток капелана здійснюється шляхом навчання на короткотривалих циклах (курсах) тематичного удосконалення (тривалість навчання — 1–2 тижні) та участі у заходах інформальної освіти (конференціях, семінарах, тренінгах, майстер-класах). В західних країнах клінічна підготовка та підвищення кваліфікації капеланів здійснюється в акредитованих центрах клінічної душпастирської освіти (КДО), що діють при закладах охорони здоров'я. В Україні цю підготовку планується проводити у закладах вищої медичної та духовної освіти з обов'язковим проходженням практики у закладі охорони здоров'я. В рамках цього триває робота щодо розробки уніфікованих програм з КДО, адаптованих до умов України та різних конфесій. При цьому, співвідношення теоретичної та практичної клінічної підготовки має складати 1:3. На даному етапі вітчизняні релігійні організації розпочали підготовку капеланів шляхом їх навчання на короткотривалих курсах та направлення на навчання закордон. Так, курс з КДО пройшли група священників УГКЦ на базі капеланського бюро державної лікарні м. Зальцбурга (Австрія) та група протестантських служителів — на базі Національного центру капеланів й Центрального військово-медичного центру ім. Вальтера Ріда (США).

## Асоціації капеланів
В ряді країн світу діють професійні асоціації капеланів й інші недержавні організації, що сприятимуть розвитку капеланства. До числа таких організацій відносяться: Європейська мережа капеланів в охороні здоров'я, Європейська та Міжнародна Ради з питань душпастирської опіки і консультування; у Великій Британії − Колегія капеланів в охороні здоров'я, Рада з питань капеланства в охороні здоров'я, Асоціація капеланів у сфері хоспісної та паліативної опіки; у США − Асоціація професійних капеланів, Асоціація сертифікованих християнських капеланів, Асоціація клінічної душпастирської освіти, Мережа капеланів в охороні здоров'я, Асоціація капеланського служіння в охороні здоров'я, Асоціація духовної опіки, Американська асоціація душпастирів-консультантів; Канадська й Австралійська асоціації духовної опіки, Австралійська капеланська асоціація охорони здоров'я і благополуччя. Подібними вітчизняними організаціями є: ВГО «Оливкова гілка України», ГО «Українське капеланство», ГО «Асоціація духовного піклування». У 2020 р. було створено Асоціацію капеланів в охороні здоров'я України, засновниками якої стали представники трьох конфесій: Православної Церкви України, Української Греко-Католицької Церкви та Церкви Християн Віри Євангельської. Основними завданнями Асоціації є: сприяння створенню капеланських служб у закладах охорони здоров'я; участь в розробці програм підготовки і професійних стандартів капеланів; сертифікація й атестація капеланів; акредитація центрів клінічної душпастирської освіти.

## Державно-конфесійна і міжконфесійна співпраця
Однією з обов'язкових передумов для впровадження капеланства у сфері охорони здоров'я є налагодження дієвої державно-конфесійної і міжконфесійної співпраці. Взаємовідносини органів і закладів охорони здоров'я з релігійними організаціями повинні ґрунтуватися на принципах відповідальності, відокремленості Церкви (релігійних організацій) від держави, рівності всіх релігій і релігійних організацій перед законом, взаємоповаги і взаєморозуміння в інтересах життя та здоров'я людини. Капелани мають користуватися повагою всередині системи охорони здоров'я, зберігаючи при цьому незалежність. У світовій практиці в якості майданчиків для координації державно-конфесійної і міжконфесійної взаємодії використовуються консультативно-дорадчі органи, що можуть діяти, як автономно, так і при органах державної влади та місцевого самоврядування. В Україні серед таких органів слід відмітити: Всеукраїнську Раду Церков і релігійних організацій (ВРЦіРО), Раду євангельських протестантських церков України (РЄПЦУ), Українську Міжцерковну Раду (УМР), в структурі яких функціонують комісії або комітети, відповідальні за розвиток служіння у сфері капеланства та охорони здоров'я. Консультативно-дорадчим органом, що безпосередньо опікується питанням впровадження капеланства в охороні здоров'я, є Громадська рада при МОЗ України з питань співпраці з ВРЦіРО, утворена наказом МОЗ від 22.05.2009 № 358 на підставі Угоди між ВРЦіРО та МОЗ від 16.12.2008 р. Першим головою ради був академік НАН та НАМН України Юрій Ілліч Кундієв (2009−2014). Після нього в раді головували лікарняний капелан УГКЦ протоієрей Андрій Нагірняк (2014−2018), старший пастор громади християн віри євангельської Сергій Убогов (з 2018 р.). Виконавчим секретарем ради з моменту її заснування є асистент кафедри паліативної та хоспісної медицини Національної медичної академії післядипломної освіти імені П. Л. Шупика Олександра Брацюнь. На сьогоднішній день до складу ради входять представники православних, греко- і римсько-католицьких, євангельсько-протестантських, юдейських та мусульманських організацій. Постійним партнером ради, зокрема у питаннях здійснення душпастирської опіки над паліативними пацієнтами та людьми, які живуть з ВІЛ, є Комісія з питань соціального служіння ВРЦіРО, виконавчим секретарем якої є керівник Синодального управління медичного капеланства ПЦУ протоієрей Сергій Дмитрієв.